# Tocantins (delstat)
Tocantins är en delstat i Brasilien. Folkmängden uppgår till cirka 1,5 miljoner invånare. Huvudstad är Palmas, och andra stora städer är Araguaína och Gurupi. Delstaten bildades 1988 då området bröts ut från Goiás. Klimatet är tropiskt och de viktigaste näringarna är jordbruk och boskapsuppfödning. Staten har 0,75% av den brasilianska befolkningen och producerar 0,5% av landets BNP.

## Ekonomi

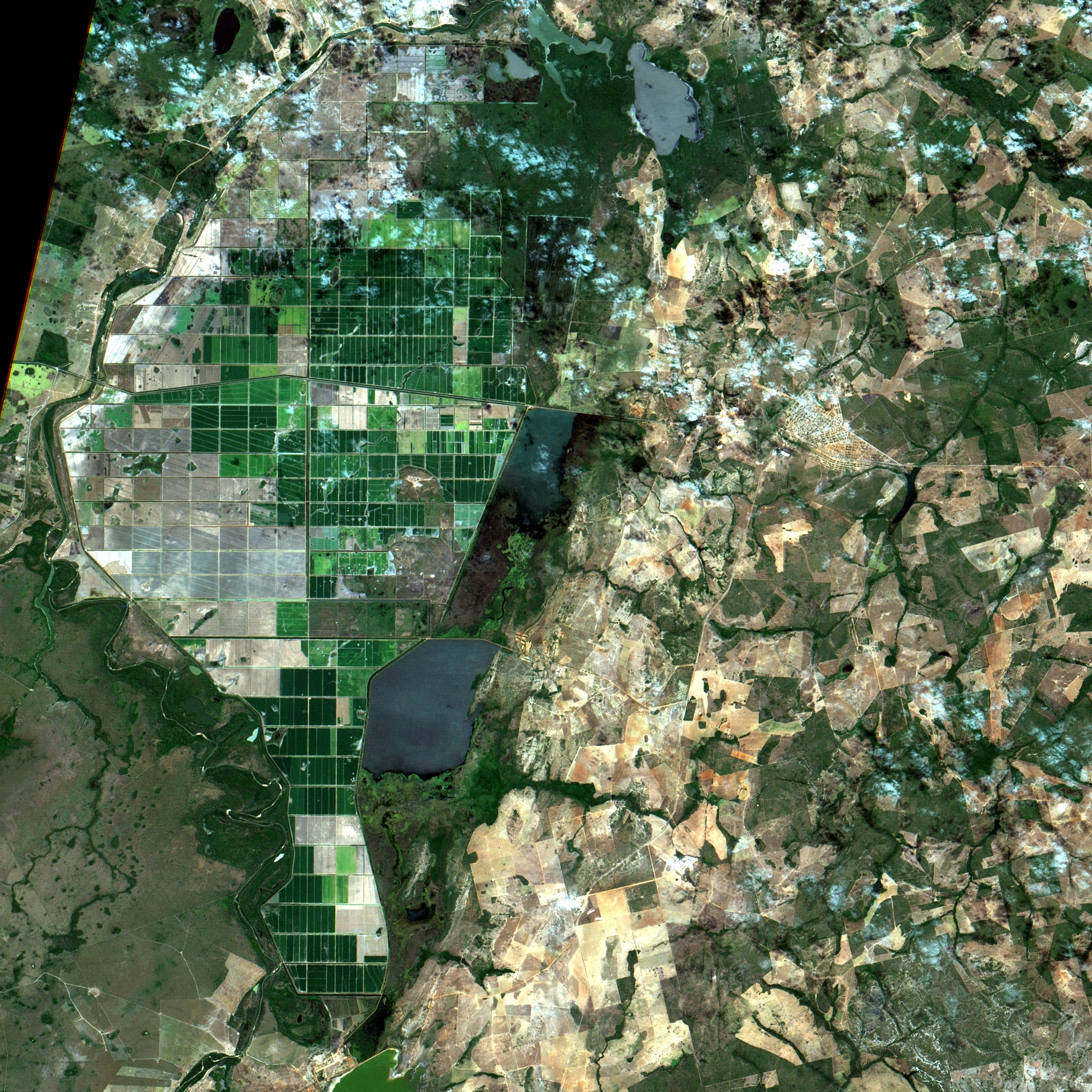
Bevattnat ris i Formoso do Araguaia

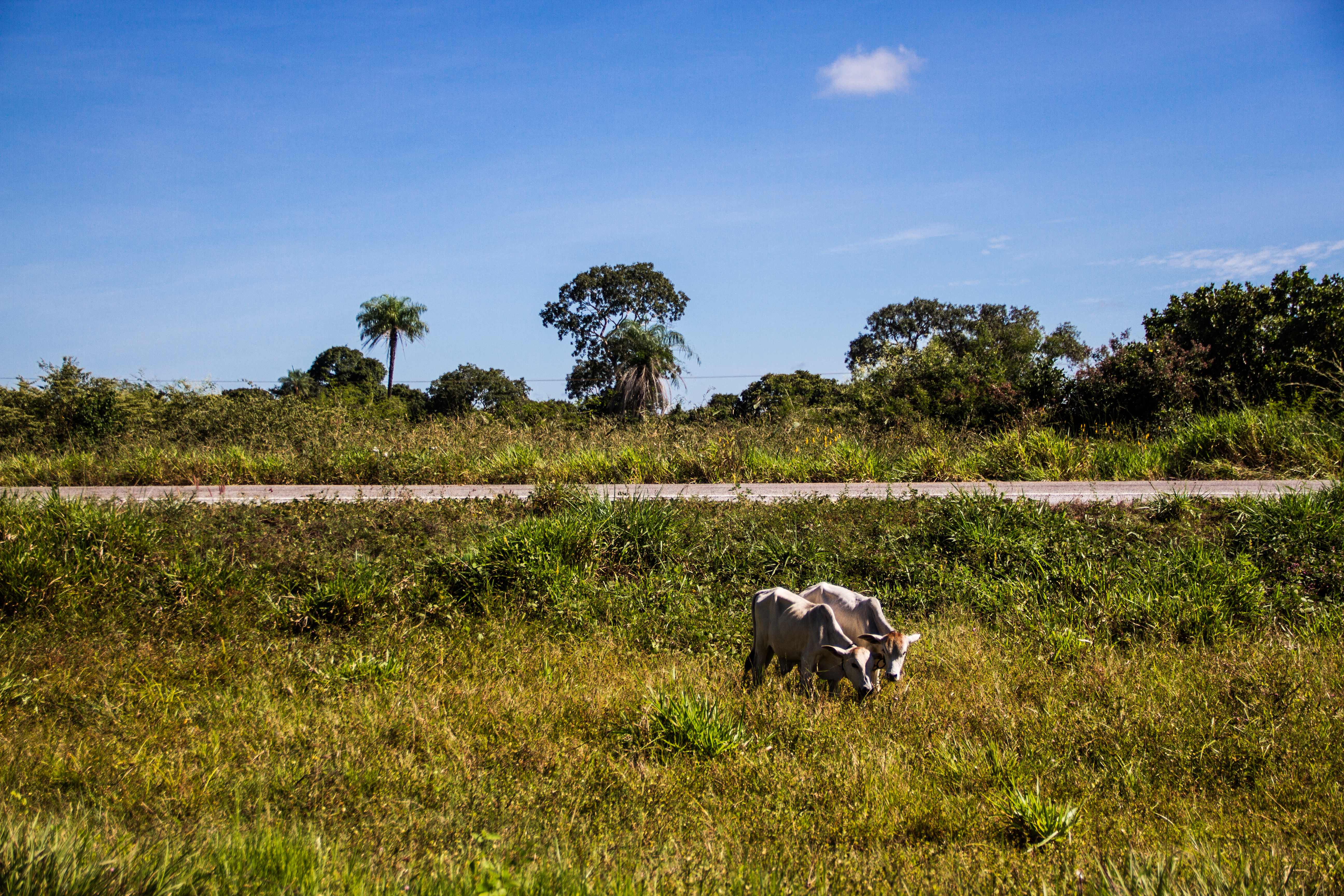
Nötkreatur i Tocantins

Tjänstesektorn är den största komponenten av BNP på 59,9%, följt av industrisektorn på 27,2%. Jordbruk motsvarar 12,9% av BNP (2004). Tocantins export: sojaböna 89,2%, nötkött 10,5% (2002). Tocantins ekonomi är baserad på en aggressiv expansjonistisk modell för agroexport och präglas av på varandra följande register över primära hyperöverskott: exporten avslöjar sin starka lantbruk inom jordbruket. Efter exemplet med grannstaterna (Mato Grosso och Goiás) blir det en viktig spannmålsproducent (soja, majs, ris).
Andel av den brasilianska ekonomin: 0,4% (2005).
Bruttovärdet för statens jordbruksproduktion beräknades till mer än R $ 7,6 miljarder under 2019.
Tocantin är den största producenten av sojabönor i norra Brasilien. Under skörden 2019 skördade Tocantins 3 miljoner ton.
Staten skördade staten nära 1 miljon ton majs 2019.
År 2019 var Tocantins ledande inom ris-produktionen i norra regionen och blev den tredje största producenten i Brasilien.
Skördade mer än 670 tusen ton under skörden 2016/2017.
För ananas var Tocantins 2018 den sjätte största producentstaten i Brasilien, med 69 miljoner frukter.
År 2019 var statens boskapsbesättning 8 miljoner djur.
Inom industriområdet hade Tocantins en industriell BNP på 4,5 miljarder dollar 2017, vilket motsvarar 0,4% av den nationella industrin. Det finns 30 234 anställda inom branschen. De viktigaste industrisektorerna är: Byggande (34,1%), Industriella tjänster för allmänt bruk, såsom el och vatten (28,4%), livsmedel (22,5%), icke-metalliska mineraler (5,2%) och kemikalier (1,5%). Dessa 5 sektorer motsvarar 91,7% av statens industri.
Dess industri är främst jordbruksindustri, centraliserad i sex distrikt belägna i fem polstäder: Palmas, Araguaína, Gurupi, Porto Nacional och Paraíso do Tocantins. Branschen är fortfarande liten och fokuserar främst på egen konsumtion.
Inom den tertiära sektorn (handel och tjänster) är den huvudsakliga verksamhet koncentrerad till huvudstaden Palmas och även i städerna som ligger på sidan av huvudvägen Belém-Brasília (BR-153 och BR-226). Denna motorväg är avgörande för Tocantins, eftersom den skär staten från norr till söder och möjliggör en bättre prestanda i den ekonomiska tillväxten i städerna som ligger vid dess bredder och fungerar som ett lager för vägtransporter och tjänster för resenärer. Dessutom underlättar Belém-Brasília Highway även produktionsflödet från Tocantins till andra stater och till hamnar vid kusten.